# Badabyakud, Raybag
Badabyakud là một làng thuộc tehsil Raybag, huyện Belgaum, bang Karnataka, Ấn Độ.